# Dunstanoides hesperis
Dunstanoides hesperis là một loài nhện trong họ Amphinectidae. Loài này phân bố ở New Zealand.